# Pittosporum omeiense
Pittosporum omeiense är en tvåhjärtbladig växtart som beskrevs av Chang och Yan. Pittosporum omeiense ingår i släktet Pittosporum och familjen Pittosporaceae. Inga underarter finns listade.